# 胡鹏飞 (安徽)
胡鹏飞（1915年11月11日—2009年5月6日），譜名繼常。安徽六安县金家寨王家湾村（今金寨县槐树湾乡双石村）人。中国人民解放军开国大校，中国人民解放军少将。

## 簡介
1915年生。1929年9月參加「六安縣游擊隊」，1930年5月参加中国工农红军，1931年9月加入中国共产主义青年团，1933年4月转为中国共产党党员。歷任战士、傳令兵、班長、书记，1933年1月红四军第11师第31团排长、31团司令部作战股参谋、第11师师司令部作战科科长，参加鄂豫皖苏区一至四次反“围剿”斗争和反“三路围攻”、反“六路围攻”、万源战役、长征。
1937年8月任八路军第129师385旅作战科科长。1938年2月入延安抗日军政大学第一团营长兼军事主任教员，抗大六分校一大队大队长。1943年9月八路军第129师第385旅第13团参谋长。1945年1月任太行军区南下“豫西人民抗日军”第6支队参谋长。
1945年9月随部队改编为中原军区第一纵队第3旅任参谋长。中原突围后任鄂西北军区三分区副司令。1947年任皖西人民自卫军第1支队支队长。1948年任晋冀鲁豫野战军第三纵队7旅参谋长，1949年1月中国人民解放军第十一军第31师副师长兼参谋长。
中華人民共和國成立後，1950年3月任第11军军政大学校长兼政委。1951年1月任海軍航空學校第一副校長，负责修建青岛流亭机场。1952年8月任海军第二航空学校校长、党委书记。1962年3月海军航空兵部副司令员兼参谋长。1969年9月任海军副参谋长。1983年8月至1985年7月任海军司令部正兵团职顾问。 
北京市第六届政协委员。1955年被授予大校军衔。1961年晋升海军少将军衔，荣获二级八一勋章、二级独立自由勋章、二级解放勋章和一级红星功勋荣誉章。